# Manu-Lete (Ort, Leorema)
Manu-Lete ist ein osttimoresischer Ort im Suco Leorema (Verwaltungsamt Bazartete, Gemeinde Liquiçá). Das Dorf liegt im Nordwesten der Aldeia Manu-Lete und reicht über die Grenze in die Aldeia Railuli. Nach Osten sinkt das Land zum Anggou herab, einem Nebenfluss des Rio Comoros. Straßen führen zu den Nachbardörfern Fatunero im Westen und Railuli im Norden. Eine weitere Siedlung liegt östlich von Manu-Lete. Zu ihr führt ein kleiner Pfad.
Im Dorf Manu-Lete steht eine Grundschule.